# Joan Child
Pour les articles homonymes, voir Child.
Joan Child AO, née Gloria Joan Liles Olle le 3 août 1921 à Yackandandah dans le Victoria et morte le 23 février 2013, est une femme politique australienne. Elle est, en 1986, la première femme présidente de la Chambre des représentants.

## Biographie
Née dans une famille politiquement à droite, elle est éduquée dans une grammar school, une école privée anglicane pour filles. Elle épouse Hal Child, un homme d'affaires tasmanien, qui décède subitement dans les années 1960. Veuve, Joan Child élève dès lors seule ses cinq fils, dans une relative pauvreté. Elle s'engage en politique, au Parti travailliste. Battue de peu dans la circonscription de Henty (dans la banlieue de Melbourne) aux élections fédérales de 1972, elle y est élue députée aux élections de 1974. Elle n'est alors que la quatrième femme dans l'histoire à siéger à la Chambre des représentants fédérale. Première femme députée à représenter le Parti travailliste, elle siège parmi cent-vingt-six hommes à la Chambre. Elle perd son siège aux élections de 1975, puis le retrouve en 1980. Refusant d'être simplement une voix des femmes au Parlement, elle y défend le besoin d'une plus grande justice sociale pour les ouvriers, les retraités et les chômeurs,,.
Elle est élue vice-présidente de la Chambre en 1984, puis présidente en 1986. À l'instar d'autres présidents de la Chambre issus du Parti travailliste avant elle, elle refuse de porter la perruque symbolisant la fonction. Elle est présidente au moment où le Parlement déménage vers ses locaux actuels en 1988. Elle soutient l'idée que les débats à la Chambre soient télévisés. Elle démissionne de la présidence en 1989, et ne se représente pas aux élections législatives de 1990, mettant un terme à sa carrière parlementaire. Cette même année, elle est faite officier de l'ordre d'Australie. Elle est également décorée de la médaille du Centenaire en 2001,,.
Après sa retraite politique, elle poursuit son engagement caritatif en faveur des personnes atteintes d'épilepsie. Elle meurt en 2013 à l'âge de 91 ans, et reçoit des funérailles d'État.